# The Dark
The Dark var ett brittiskt punkband, som föddes under den så kallade andra punkvågen, som kännetecknades av ett tyngre och mörkare sound. Gruppen drunknade delvis i uppsjön av brittiska punkgrupper i slutet av 70-talet, men hann släppa ett antal singlar, en EP och en LP innan den splittrades i början av 80-talet.

## Biografi
The Dark grundades år 1978 av basisten Phil Langham, trummisen Jim Kane, sångaren John Flannagan och gitarristen Billy O'Neil. Originaluppsättningen kompletterades snart av gitarristen Andy Riff. 
Bandet fick snabbt ett skivkontrakt med Fresh Records via managern Noel Martin från Menace och släppte en singel år 1979. Efter släppet turnerade The Dark med Rotting Kilts, The Ruts och Menace. Samma år hoppade O'Neill av för att gå med i Blast Furnace & The Heatwaves, och Flannagan lämnade musikbranschen. Då ingen passande sångare hittades, fick Langham ta över sången vid sidan om basspelandet. Han blev också bandets manager. Dan Perdicou från The Limits togs in som gitarrist.
Ovanstående artister medverkade på singeln "Hawaii 5-0", kanske bandets mest kända låt. Efter ytterligare ett singelsläpp, hoppade Perdicou av och in kom Jim Bryson från Demon Preacher, mm.
År 1981 släppte bandet sin enda studio-LP, Chemical Warfare, och ännu en singel, "Masque" (en återanvänd Demon Preachers-låt). Det året var det trummisen Jim Kanes tur att bytas ut mot Noel Martin. Kane gick i stället med i The Satellites.
1982 hoppade Bryson och Martin av. In på trummor kom Razzle (också han från Demon Preachers, senare i Hanoi Rocks och Charlie Casey (tidigare Menace tog över basen, så att Langham kunde koncentrera sig på att sjunga. 
The Darks sista produktion blev live-EP:n The Living End, som spelades in på legendariska 100 Club i London år 1982, under gruppens sista spelning. 
Phil Langham fortsatte som producent, och grundade Cherry Red Records dotterbolag Anagram, som "upptäckte" grupper som Alien Sex Fiend, Addicts, Vibrators och också producerade Sex Pistols-medlemmen Sid Vicious soloplatta. Andy Riff grundade V2's, Jim Bryson fortsatte att spela med band som UK Subs och The Pogues, med flera. Razzle, Riff och Bryson har alla avlidit. 
Alla The Darks låtar har senare getts ut på cd-skivan The Best of The Dark. 

## Medlemmar
Originalmedlemmar
- John Flannagan – sång
- Billy O'Neill – gitarr
- Phil Langham – basgitarr
- Jim Kane – trummor

Övriga medlemmar
- Andy Riff – gitarr
- Jim Bryson – gitarr
- Razzle – trummor
- Dan Perdicou – gitarr
- Noel Martin – trummor
- Charlie Casey – basgitarr

## Diskografi
Album
- Chemical Warfare (LP, 1982)
- The Living End (live-EP, 1982)
- The Best of The Dark (samlingsalbum, 1995)

Singlar
- "My Friends" / "John Wayne" (1979)
- "Hawaii- Five O" / "Don't Look Now" (1980)
- "Einsteins Brain" / "Muzak" (1981)
- "On The Wires" / "Shattered Glass" (1981)
- "The Masque" / "War Zone" (1982)